# 草漯保障宮
草漯保障宮，是位於臺灣桃園市觀音區草漯里的媽祖廟，建於咸豐四年（1854年），為附近9個里信仰中心。

## 歷史
草漯保障宮最老的媽祖神像，據地方耆老說是道光廿六年（1826年），由草漯漁民楊媽兜仔在海濱獲得。此神像被稱為「船仔媽」，是因原先恭奉在船上。耆老說這神像是本來由湄洲漁民林惟國在道光廿年（1840年）從湄洲媽祖祖廟迎請，以保出海捕魚的平安。之後，楊媽兜就將它供奉在家中祭拜。
觀音地區的草漯、富林、樹林、塔腳屬於閩南族群聚集處，其餘觀音地區為客家族群集中或閩客混雜。咸豐三年（1853年）地方發生嚴重的閩客械鬥，士紳就在翌年（1854年）發起建立草漯保障宮以保障地方平安。據觀音文史工作者王朝儀調查，保障宮原在今日的草漯派出所位置，日治時期重建。草漯後來重新畫分地域時，村人就以此廟為名，改名為「保障村」。
1994年，省政府拓寬台15線觀音至草漯段。該年，在地方信眾及草漯村村長郭金雄的奔走下，草漯保障宮起建新廟。經附近的觀音、大園工業區廠商贊助，由承包商許家娥以新台幣2億5千萬元重建。今址在觀音區大觀路一段579號，草漯里與保障里交界處。2003年10月24日舉行新廟昇殿晉座大典時，前總統李登輝受邀以貴賓身分陪祀，大典主任委員郭榮宗、重建主任委員李文貴主持。同月27日，總統陳水扁前來贈「福澤萬民」匾額。
==建築==廟]]
新廟造型採現代化並結合南、北建築風格，總高度達156台尺。廟正門、殿內兩對青斗石的九龍天罡柱，分別高38台尺6寸、39台尺8吋，直徑皆為3台尺。該些石柱出自福建省惠安縣的振昌石製品，以新台幣1千1百萬元製作。內部採超高度設計，1到3樓有15座神龕，內廳也有2龕，都為樟木雕製。

## 祭祀

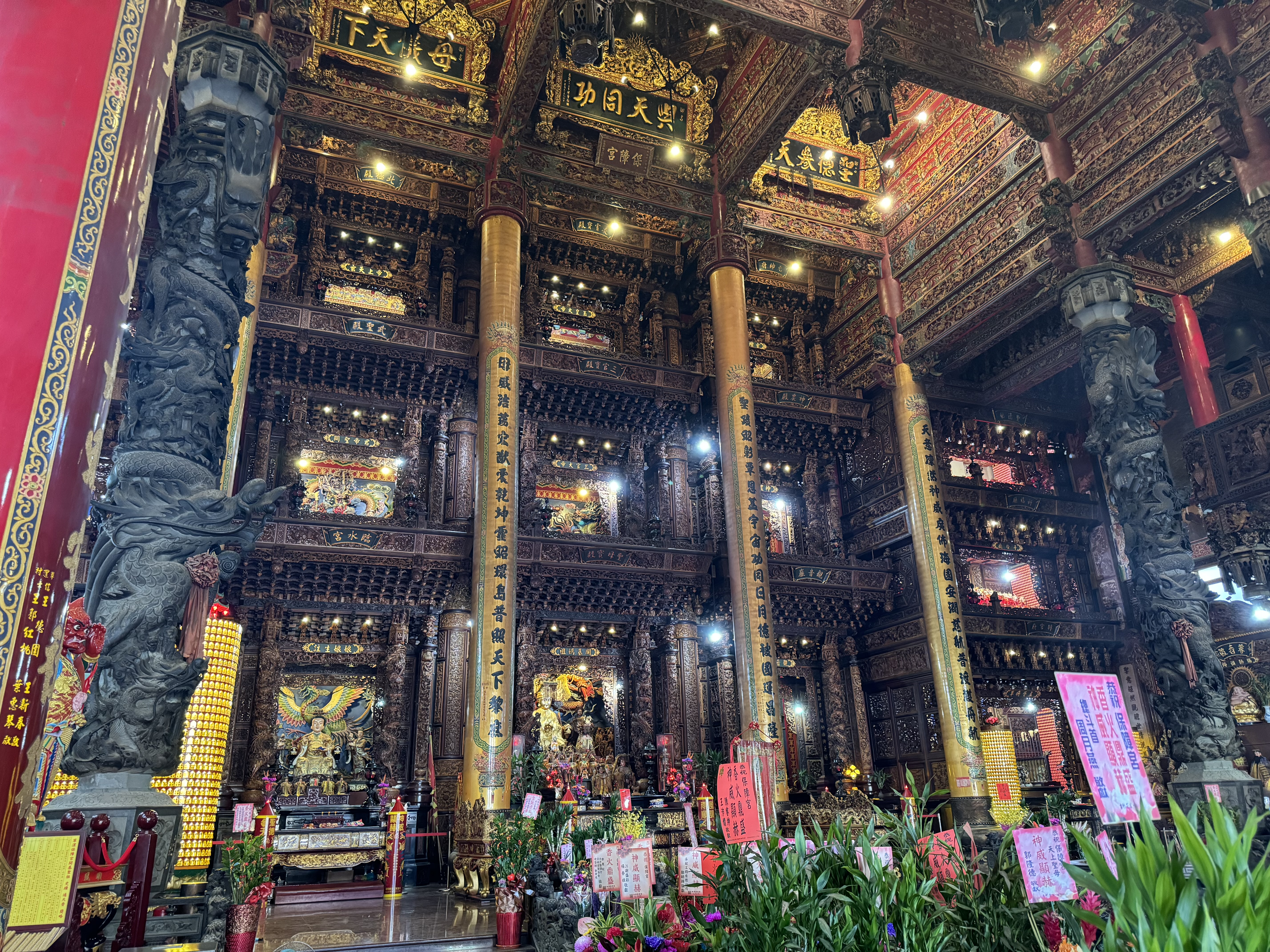
內部

草漯保障宮為觀音、大園附近9個村里居民的信仰中心。除供奉媽祖、觀音、註生娘娘外，具有以紅樟木製作含基座高18台尺5寸的韋馱與伽藍護法神像。在除夕時，廟方會點燃信徒贈的巨型蠟燭作為平安燈使用。廟方每年會舉行北港朝天宮進香活動。中元時節，地方會輪值，並有賽神豬活動。